# Headless Horseman (film, 2007)
Pour les articles homonymes, voir Headless Horseman (homonymie).
Pour plus de détails, voir Fiche technique et Distribution.
Headless Horseman est un téléfilm américain réalisé par Anthony C. Ferrante et diffusé le 27 octobre 2007 sur Sci-Fi Channel. Le film décrit la version authentique de la légende du cavalier sans tête.

## Synopsis
Alors que sept jeunes se rendent en groupe à une fête, ils tombent en panne dans la petite ville de Wormwood Ridge. Les habitants célèbrent en ce jour la fête du cavalier sans tête. Les sept jeunes sont donnés en sacrifice au cavalier afin qu'il puisse ressusciter en leur coupant la tête.

## Fiche technique
- Réalisation : Anthony C. Ferrante
- Scénario : Zachary Weintraub et Anthony C. Ferrante, d'après l'histoire de Washington Irving
- Société de production : Active Entertainment, Castel Film Romania
- Durée : 87 minutes
- Lieu de tournage : Bucarest, Roumanie
- Genre : Horreur
- Interdit aux moins de 12 ans

## Distribution
- Billy Aaron Brown (en) : Liam
- Rebecca Mozo : Ava
- Elizabeth Prestel : Candy
- Richard Moll : Kolchak Jefferson Stillwall
- M. Steven Felty : Pa Rusk / Sgt. Mosby Rusk
- Trish Coren : Lizzie
- Brent Lydic : Nash
- Joe Hartzler : Doc
- Arianne Fraser : Tiffany
- Elvin Dandel : Seth
- Vasile Albinet : The Headless Horseman / Calvin Montgomery